# هوهانس سوفویان
هوهانس سریوژایی سوفویان (ارمنی: Հովհաննես Սերյոժայի Սոֆոյան؛ زادهٔ ۲۳ سپتامبر ۱۹۶۰) یک سیاستمدار اهل ارمنستان است که از تاریخ ۲۰۱۲ تا تاریخ ۲۰۱۷ سمت نمایندگی دوره پنجم مجلس ملی جمهوری ارمنستان را برعهده داشت.

## زندگی‌نامه
در ۲۳ سپتامبر ۱۹۶۴ در دامالا به دنیا آمد و از دانشگاه ملی پلی‌تکنیک ارمنستان فارغ‌التحصیل شد. 